# Mieczysław Manek
Mieczysław Manek (ur. 25 stycznia 1897 we Lwowie, zm. 14 maja 1966 w Londynie) – kapitan saperów Wojska Polskiego, inżynier.

## Życiorys
Urodził się 25 stycznia 1897 we Lwowie.
Od 25 sierpnia 1914 do 21 sierpnia 1917 służył w Legionach Polskich. Początkowo w 3 Pułku Piechoty, a później 5 Pułku Piechoty . 3 stycznia 1919 wstąpił do Wojska Polskiego . 5 czerwca 1919 jako podoficer byłych Legionów Polskich został mianowany z dniem 1 maja 1919 podporucznikiem piechoty. Pełnił wówczas służbę w Stacji Zbornej w Krakowie. 3 maja 1922 został zweryfikowany w stopniu porucznika ze starszeństwem z 1 czerwca 1919 i 140. lokatą w korpusie oficerów piechoty, a jego oddziałem macierzystym był 12 Pułk Piechoty. Później został przeniesiony do 26 Pułku Piechoty we Lwowie. 31 marca 1924 został mianowany kapitanem ze starszeństwem z 1 lipca 1923 i 106. lokatą w korpusie oficerów piechoty. W tym samym roku był przydzielony z macierzystego 26 pp do Oddziału Ogólnego Sztabu Dowództwa Okręgu Korpusu Nr VI we Lwowie. W kwietniu 1928 został przeniesiony do korpusu oficerów inżynierii i saperów, i macierzyście do kadry oficerów saperów z równoczesnym przydziałem do 6 Okręgowego Szefostwa Budownictwa we Lwowie na stanowisko referenta. Następnie został przydzielony do 7 Okręgowego Szefostwa Budownictwa w Poznaniu na stanowisko referenta budownictwa, a w marcu 1931 przesunięty na stanowisko zastępcy szefa. W sierpniu tego roku został przydzielony do Szefostwa Fortyfikacji Obszaru Warownego „Wilno”. W grudniu 1932 został przeniesiony do 3 Batalionu Saperów w Wilnie. W marcu 1934 został zwolniony z zajmowanego stanowiska i oddany do dyspozycji dowódcy Okręgu Korpusu Nr III, a z dniem 30 czerwca tego roku przeniesiony w stan spoczynku.
W czasie II wojny światowej przebywał w niemieckiej niewoli, w Oflagu VI E Dorsten . Zmarł 14 maja 1966 w Londynie. Został pochowany na cmentarzu South London.

## Ordery i odznaczenia
- Krzyż Niepodległości – 13 kwietnia 1931 „za pracę w dziele odzyskania niepodległości”[17]
- Krzyż Walecznych czterokrotnie[18]